# 西阳回族乡
西阳回族乡是中华人民共和国甘肃省平凉市崆峒区下辖的一个民族乡。

## 行政区划
西阳回族乡下辖以下村级行政区划单位：
中营村、安河村、清明村、高粱村、姚家湾村、陡沟洼村、唐家湾村、西阳村、罗家湾村、尹山村、上马村、下马村和火连湾村。